# Montowty (przystanek kolejowy)
Montowty (biał. Монтаўты, ros. Монтовты) – przystanek kolejowy w pobliżu miejscowości Montowty, w rejonie wołkowyskim, w obwodzie grodzieńskim, na Białorusi.
Stacja kolejowa Montowty powstała w latach 50. XX w. w celach wojskowo-strategicznych. Zamknięta w latach 90. Następnie rozebrano dodatkowe tory, degradując ją do przystanku kolejowego. W latach 2012–2013 przystanek został przeniesiony kilkaset metrów na zachód. Przy dawnej stacji znajduje się schron przeciwlotniczy.